# Bukówek
Bukówek est une localité polonaise de la gmina et du powiat de Środa Śląska en voïvodie de Basse-Silésie.

## Histoire
De 1816 à 1945, Buchwald fait partie de l'arrondissement de Neumarkt dans le district de Breslau au sein de la province de Silésie.